# Seïd Enkess
Seïd Enkess, ou Saïd Abdallah, est un modèle noir du XIXe siècle surtout connu pour avoir été immortalisé par Charles Cordier, en 1848, sous les traits du Nubien, l'une de ses premières sculptures.

## Biographie
Seïd Enkess ou Saïd Abdallah nait en 1812 au Soudan dans une région connue à l'époque sous le nom de Mayac. A l'âge de 7 ans, il se fait capturer lors d'une razzia organisée par des Turcs et des Egyptiens.
Après avoir été acheté en tant qu'esclave au Caire par un certain Mr Goria, il quitte l'Afrique pour l'Europe. Il arrive plus précisément en Italie, à Livourne ou il sera revendu au Consul de Prusse basé sur place.
En 1838, il arrive en France probablement avec Alexandre Nikolaievitch Golitsyne, alors membre du Conseil d'Etat de l'Empire Russe.
Dix ans plus tard, l'abolition de l'esclave est proclamée en France par la Deuxième République, Saïd Enkess se retrouve ainsi affranchi. Il commence a gagner sa vie en tant que modèle professionnel. Il pose alors pour des peintres et des sculptures et se fait petit à petit une place dans le milieu artistique parisien.
En 1847, l'artiste Pierre Marie Dumoutier exécute déjà son buste. La même année, le théâtre des Variétés engage trois comédiens de couleur, dont lui même, pour interpréter les personnages d'esclaves de la nouvelle comédie théâtrale, Malheureux comme un nègre. Cela crée une stupéfaction générale car, pour la première fois en France, des acteurs noirs se produisent sur scène.
Il se rend par la suite dans l'atelier de François Rude, alors maître de Charles Cordier. C'est donc dans les ateliers du maître que Cordier rencontre le jeune Noir. Frappé par sa beauté, il réalise, à vingt ans, le buste du modèle en quinze jours, et l’expose quelques mois plus tard au Salon des artistes français sous le nom du buste de Saïd Abdallah, de la tribu de Mayac, royaume de Darfour.

## Postérité
Le Nubien fait partie des œuvres exposées lors de l'exposition Le Modèle noir, de Géricault à Matisse de 2019 au musée d'Orsay et au Mémorial ACTe. Cette exposition est consacrée aux modèles vivants noirs du XIXe siècle en France.